# Ugandatrichia nikataruwa
Ugandatrichia nikataruwa är en nattsländeart som först beskrevs av Schmid 1958.  Ugandatrichia nikataruwa ingår i släktet Ugandatrichia och familjen smånattsländor. Inga underarter finns listade i Catalogue of Life.